# Daryl Hall

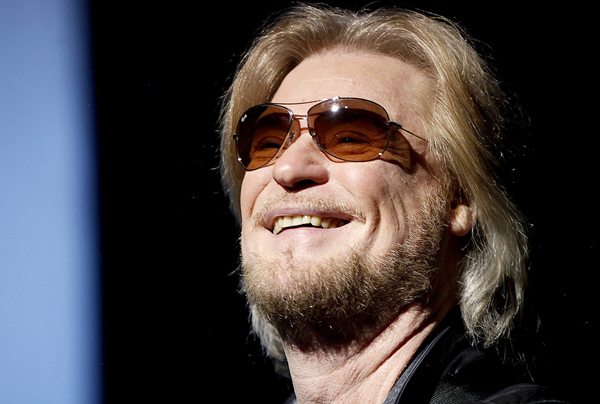
Daryl Hall (2012)

Daryl Hall (* 11. Oktober 1946 in Pottstown, Pennsylvania als Daryl Franklin Hohl) ist ein amerikanischer Sänger. Er ist eine Hälfte des Duos Hall & Oates.

## Leben
Hall wurde in seiner Kindheit durch seine Mutter stark von der Musik von Frank Sinatra beeinflusst. Mitte der 1960er Jahre begann er an der Temple University in Philadelphia zu studieren und sammelte 1966–67 erste Live- und Plattenerfahrungen in Philadelphia als Mitglied der Band The Temptones, die zwei Singles (Girl I Love You, Say These Words of Love) veröffentlichte. An der Universität lernte Hall 1967 John Oates kennen; die Bands der beiden Musiker waren im Adelphi Ballroom in Philadelphia aufgetreten.
Daryls erste Solosingles, The Princess and the Soldier und A Lonely Girl, wurden 1968 aufgenommen. Danach schloss er sich kurzzeitig der Band Pal and the Prophets an. Einen ersten eher zweifelhaften Charterfolg hatte er 1969 als Studiokeyboarder der Band The Electric Indian, die mit dem Instrumentalstück Keem-O-Sabe den 16. Platz der US-Charts erreichte. Daryl Hall sagte später von diesem Titel: „probably the worst record ever made in history“ (vermutlich die schlechteste Platte aller Zeiten). 1969 gründete Daryl Hall ohne John Oates zur Aufnahme eines Albums die Band Gulliver, die noch im selben Jahr eine erfolglose LP veröffentlichte. Ein Jahr später brach die Gruppe auseinander.
Ab Dezember 1970 trat Daryl Hall mit John Oates live auf und bildete mit ihm das Duo Hall & Oates, das von 1974 bis 2005 insgesamt 34 Hits in den Billboard Hot 100 hatte. Mit 16 Top-Ten-Hits und sechs Nummer-eins-Hits avancierten Hall & Oates zum erfolgreichsten Duo der amerikanischen Popgeschichte. Bis 2017 erhielten Hall & Oates in den Vereinigten Staaten 11 Platin- und 13 Gold-Platten.
In Zusammenarbeit mit Robert Fripp nahm Daryl Hall 1977 unter dem Titel Sacred Songs ein Soloalbum auf. Wegen seines nach Meinung des Plattenlabels RCA unkommerziellen Charakters wurde es jedoch erst 1980 veröffentlicht. Daryl Hall war 1979 als Sänger an Robert Fripps Album Exposure beteiligt.
Eine kurze Schaffenspause von Hall & Oates nutzte Daryl Hall zur Aufnahme seines zweiten Soloalbums Three Hearts in the Happy Ending Machine. Von diesem Album stammt der Hit Dreamtime. 
1993 folgte das Album "Soul Alone", das jedoch weit weniger erfolgreich war. In Deutschland gab Hall anlässlich des Albums mehrere Konzerte. Peter Kemper schrieb in einer Kritik in der FAZ: "Wer jetzt Daryl Hall solo auf einer kleinen Club-Tournee erlebte, brauchte sich um Erfrierungssymptome auf der Tanzfläche keine Sorgen zu machen. Vom ersten Moment des Konzerts an brannte der fünfundvierzigjährige Hall lichterloh. Seine säkularisierte Predigt über Liebes- und Verbrüderungsvorzüge besaß verführerischen Schmelz, ohne jeden Hang zum Schmalz. (...) Dabei klingt Hall heute härter und rotziger als im Duo mit seinem früheren "Lebensabschnittsbegleiter" Oates. (...) Ein wenig gleicht Hall heute einem spätgeborenen Hippie, der sich seiner Jugend wehmütig erinnert."
Zur Fußballweltmeisterschaft 1994 in den USA steuerte er, zusammen mit dem 40-köpfigen Chor und 10-köpfigen Orchester „The Sounds of Blackness“, den offiziellen WM-Song Gloryland bei. 1996 veröffentlichte Daryl das Album Can’t Stop Dreaming, das zunächst nur in Japan und erst 2003 in Europa und den USA erschien. 2011 folgte das Album Laughing Down Crying.
2018 gab BMG bekannt, die Sendung "Live From Daryl’s House" von Daryl Hall gekauft zu haben. Die Sendung war 2007 als Websendung gestartet, im Laufe der Jahre waren Ben Folds, Sammy Hagar, Aaron Neville, Smokey Robinson, Nick Lowe, Todd Rundgren, Mayer Hawthorne, Jason Mraz, Gavin DeGraw, Amos Lee, Elle King, Aloe Blacc, Kenny Loggins und viele andere Stars zu Gast im Privathaus von Daryl Hall. Zuletzt wurde die Sendung von MTV in Amerika ausgestrahlt.
Daryl Halls ehemalige Ehefrau Amanda Aspinall, mit der er von 2009 bis 2015 verheiratet war, starb im Jahr 2019.

## Diskografie

### Studioalben
| Jahr | Titel Musiklabel                             | Höchstplatzierung, Gesamtwochen, AuszeichnungChartplatzierungen (Jahr, Titel, Musiklabel, Platzierungen, Wochen, Auszeichnungen, Anmerkungen) | Höchstplatzierung, Gesamtwochen, AuszeichnungChartplatzierungen (Jahr, Titel, Musiklabel, Platzierungen, Wochen, Auszeichnungen, Anmerkungen) | Höchstplatzierung, Gesamtwochen, AuszeichnungChartplatzierungen (Jahr, Titel, Musiklabel, Platzierungen, Wochen, Auszeichnungen, Anmerkungen) | Anmerkungen |
| Jahr | Titel Musiklabel                             | DE | UK | US | Anmerkungen |
| ---- | -------------------------------------------- | --- | --- | --- | --- |
| 1980 | Sacred Songs RCA                             | — | — | US58 (12 Wo.)US | Erstveröffentlichung: März 1980 Produzent: Robert Fripp                                                                |
| 1986 | Three Hearts in the Happy Ending Machine RCA | DE43 (4 Wo.)DE | UK26 (5 Wo.)UK | US29 (26 Wo.)US | Erstveröffentlichung: 11. August 1986 Produzenten: Daryl Hall, David A. Stewart & Tom Wolk                             |
| 1993 | Soul Alone Epic                              | — | UK55 (4 Wo.)UK | US177 (3 Wo.)US | Erstveröffentlichung: 7. September 1993 Produzenten: Daryl Hall, Michael Peden, Peter Lord Moreland & V. Jeffrey Smith |
| 1996 | Can’t Stop Dreaming BMG                      | — | — | — | Erstveröffentlichung: 21. November 1996 Produzenten: Daryl Hall, Greg Bieck, Paul Pesco, John Fields & Tom Wolk        |
| 2011 | Laughing Down Crying Verve Forecast          | — | — | US142 (1 Wo.)US | Erstveröffentlichung: 27. September 2011 Produzenten: Walter Afanasieff, David Bellochio, Daryl Hall & Michael Peden   |
| 2024 | D Virgin Records                             | — | — | — | Erstveröffentlichung: 21. Juni 2024 Produzenten: Daryl Hall & Dave Stewart                                             |

### Weitere Alben
- 1986: The Classic Ballads (Promo-Kompilation)
- 2004: Live in Philadelphia (limitiertes Livealbum)

### Singles
| Jahr | Titel Album                                                                   | Höchstplatzierung, Gesamtwochen, AuszeichnungChartplatzierungen (Jahr, Titel, Album, Platzierungen, Wochen, Auszeichnungen, Anmerkungen) | Höchstplatzierung, Gesamtwochen, AuszeichnungChartplatzierungen (Jahr, Titel, Album, Platzierungen, Wochen, Auszeichnungen, Anmerkungen) | Höchstplatzierung, Gesamtwochen, AuszeichnungChartplatzierungen (Jahr, Titel, Album, Platzierungen, Wochen, Auszeichnungen, Anmerkungen) | Höchstplatzierung, Gesamtwochen, AuszeichnungChartplatzierungen (Jahr, Titel, Album, Platzierungen, Wochen, Auszeichnungen, Anmerkungen) | Höchstplatzierung, Gesamtwochen, AuszeichnungChartplatzierungen (Jahr, Titel, Album, Platzierungen, Wochen, Auszeichnungen, Anmerkungen) | Höchstplatzierung, Gesamtwochen, AuszeichnungChartplatzierungen (Jahr, Titel, Album, Platzierungen, Wochen, Auszeichnungen, Anmerkungen) | Anmerkungen |
| Jahr | Titel Album                                                                   | DE | CH | UK | US | R&B | Dance | Anmerkungen |
| ---- | ----------------------------------------------------------------------------- | --- | --- | --- | --- | --- | --- | --- |
| 1986 | Dreamtime Three Hearts in the Happy Ending Machine                            | DE53 (6 Wo.)DE | — | UK28 (8 Wo.)UK | US5 (15 Wo.)US | — | Dance36 (5 Wo.)Dance | Erstveröffentlichung: Juli 1986 Autoren: Daryl Hall, John Beebe                                                                                          |
| 1986 | Foolish Pride Three Hearts in the Happy Ending Machine                        | — | — | — | US33 (13 Wo.)US | R&B91 (6 Wo.)R&B | — | Erstveröffentlichung: Oktober 1986 Autoren: David A. Stewart, Tom Wolk                                                                                   |
| 1986 | I Wasn’t Born Yesterday Three Hearts in the Happy Ending Machine              | — | — | UK93 (2 Wo.)UK | — | — | — | Erstveröffentlichung: November 1986 Autoren: Daryl Hall, David A. Stewart, Sara Allen                                                                    |
| 1987 | Someone Like You Three Hearts in the Happy Ending Machine / Out of touch 1984 | — | — | — | US57 (8 Wo.)US | — | — | Erstveröffentlichung: Januar 1987 Autor: Daryl Hall |
| 1993 | I’m in a Philly Mood Soul Alone                                               | DE71 (9 Wo.)DE | — | UK52 (6 Wo.)UK | US82 (2 Wo.)US | — | — | Erstveröffentlichung: September 1993 Autoren: Alan Gorrie, Daryl Hall, Peter Lord, V. Jeffrey Smith                                                      |
| 1994 | Stop Loving Me, Stop Loving You Soul Alone                                    | DE51 (13 Wo.)DE | — | UK30 (6 Wo.)UK | — | — | — | Erstveröffentlichung: Dezember 1993 Autoren: Daryl Hall, Marvin Gaye, Sara Allen                                                                         |
| 1994 | Help Me Find a Way to Your Heart Soul Alone                                   | — | — | UK70 (2 Wo.)UK | — | — | — | Erstveröffentlichung: Mai 1994 Autoren: Alan Gorrie, Daryl Hall, Peter Lord, V. Jeffrey Smith, Mariah Carey, Walter Afanasieff                           |
| 1994 | Gloryland Gloryland WorldCup USA 94                                           | — | CH37 (3 Wo.)CH | UK36 (4 Wo.)UK | — | — | — | Erstveröffentlichung: Juni 1994; mit Sounds of Blackness Offizielles Titellied zur Fußball-WM ’94 Autoren: Charlie Skarbek, Rick Blaskey, Earle, Skornia |
| 1994 | Wildfire Soul Alone                                                           | — | — | UK99 (1 Wo.)UK | — | — | — | Erstveröffentlichung: September 1994 Autoren: Daryl Hall, Peter Lord, V. Jeffrey Smith, Sara Allen                                                       |

Weitere Singles
- 1980: Sacred Songs
- 1980: Something in 4/4 Time
- 1994: Send Me
- 1994: Love Revelation
- 1995: Wherever Would I Be (mit Dusty Springfield)
- 1996: Justify
- 1996: Ghetto Smile (B-Legit feat. Daryl Hall)
- 2003: Cab Driver
- 2004: She`s Gone
- 2006: Girl Don’t Make Me Wait
- 2011: Talking to You (Is Like Talking to Myself)
- 2011: Eyes for You